# Don Hopkins
Don Hopkins es un programador informático. Durante 1984 y 1985 fue la primera persona que acuñó el término copyleft, en una carta enviada a Richard Stallman. Según el propio Stallman, es debido a Don Hopkins que usó el término copyleft para denominar al movimiento del software libre, que por aquel tiempo se estaba gestando.